# Franco lussemburghese
Il franco lussemburghese è stato la valuta del Lussemburgo dal 1848 al 1999 (eccetto durante il periodo 1940-1944). Il franco è rimasto in circolazione fino al 1999, quando è stato sostituito dall'euro. Un franco era diviso in 100 centesimi (centimes).

## Storia
La conquista di gran parte dell'Europa occidentale da parte della Francia napoleonica portò a una vasta circolazione del franco francese anche nel Lussemburgo. L'annessione da parte dei Paesi Bassi nel 1815 fece diventare la moneta olandese valuta del Lussemburgo. Seguendo l'indipendenza del Belgio dai Paesi Bassi, nel 1839 fu adottato il franco belga, che circolò nel Lussemburgo fino al 1842 e poi ancora dal 1848. Tra il 1842 e il 1848 il Lussemburgo utilizzò il tallero prussiano, essendo parte dello Zollverein tedesco.
Il 20 dicembre 1848 il Lussemburgo iniziò a emettere i propri franchi, di pari valore rispetto al franco belga. Il franco lussemburghese seguì il franco belga nell'Unione Monetaria Latina nel 1865, dalla quale il Belgio si ritirò nel 1926. Nel 1921 venne ristabilita l'unione monetaria di Belgio e Lussemburgo, che condusse all'Unione Economica di Belgio e Lussemburgo del 1932. Nel 1935 il collegamento tra le due valute fu spezzato e il franco lussemburghese divenne pari a 1,25 franchi del Belgio.
Il 26 agosto 1940 il franco del Lussemburgo fu sostituito dal reichsmark tedesco al cambio di 1 reichsmark = 10 franchi. Il franco lussemburghese fu ristabilito nel 1944, ancora una volta legato al valore del franco belga.
Il 1º gennaio 1999 entrò in vigore l'euro, il cui tasso di cambio irrevocabile con il franco lussemburghese era stato fissato il giorno precedente in 40,3399 franchi lussemburghesi. Da quel momento il franco rimase in vigore solo come espressione non decimale dell'euro, anche se monete e banconote continuavano ad essere denominate in franchi. Per tutte le forme di pagamento «non-fisiche» (trasferimenti elettronici, titoli, ecc.), invece, da quella data si adottò solo l'euro.
Il 1º gennaio 2002, con l'entrata in circolazione delle monete e banconote in euro, si aprì una fase di doppia circolazione, durata fino al 28 febbraio 2002.
Le vecchie monete e banconote in franchi hanno perso il valore legale il 28 febbraio 2002.
Le vecchie monete poterono essere cambiate fino al 31 dicembre 2004, mentre per le banconote non vi è alcun limite.

## Uso del franco belga
Dal 1944 1 franco lussemburghese era pari a 1 franco belga; entrambe le valute avevano valore legale in entrambi i Paesi. Nonostante questo, i pagamenti in franchi lussemburghesi non erano accettati nei negozi del Belgio sia per ignoranza, sia per paura che le banconote non sarebbero state accettate da altri clienti, sia per evitare di doversi recare in banca a cambiare le banconote.